# برتراند أوكافور
برتراند أوكافور (بالفنلندية: Bertrand Okafor؛ بالإنجليزية: Bertrand Okafor) هو لاعب كرة قدم فنلندي ونيجيري في مركز الدفاع، ولد في 4 يناير 1990 في لاغوس في نيجيريا. لعب مع Atlantis FC ‏.